# Гусари (Уйський район)
Гусари (рос. Гусары) — присілок в Уйському районі Челябінської області Російської Федерації.
Населення становить 216 осіб (2010). Входить до складу муніципального утворення Кидишевське сільське поселення.

## Історія
З 1926 року належить до Уйського району, котрий у 1929—1962 роках називався Колхозний (Колгоспний). У 1962—1964 роках у складі Чебаркульського району.
Згідно із законом від 17 вересня 2004 року органом місцевого самоврядування є Кидишевське сільське поселення.

## Населення
| 2002 | 2010 |
| ---- | ---- |
| 250  | ↘216 |